# 尾崎恵
尾崎 恵（おざき めぐみ、1978年12月7日 - ）は、日本の女性声優、俳優。愛知県岡崎市出身。

## 人物
文学座付属演劇研究所、演劇集団 円付属演劇研究所出身。
以前はAIR AGENCYに所属していた。
方言は名古屋弁。
趣味は読書、アンティークショップ巡り。特技はバスケットボール、水泳。

## 出演
太字はメインキャラクター。

### テレビアニメ
2009年
- 獣の奏者エリン（ハヌカ、生徒）
- ジュエルペット（2009年 - 2014年、ネフライト[4][5]）-6シリーズ
- チーズスイートホーム あたらしいおうち（ヒヨコ、子ギツネ）

2010年
- はなかっぱ（2010年 - 、ポッポリーヌ[6][7][8][9][10][11][12]、つねなり[6][7][8][9][10][11][12]、トンボ、迷子の子供、アリくん、小グモのクモ助、しかくちゃん）

### 劇場アニメ
2010年
- プランゼット

2013年
- はなかっぱ 花さけ!パッカ〜ん♪ 蝶の国の大冒険（ポッポリーヌ、つねなり）

### テレビドラマ
- 非婚家族（2001年、フジテレビ）
- 金曜時代劇 / 逃亡（2002年、NHK）
- 月曜ミステリー劇場 横山秀夫サスペンス「密室の抜け穴」（2003年、TBS）
- 月曜ミステリー劇場主任刑務官シリーズ 「刑務官・一条信一 消えた模範囚」（2004年、TBS）42年前の早苗 役
- 聞かせてよ愛の言葉を（2005年、TBS）社長秘書遠山 役
- 新春ドラマスペシャル・マグロ（2007年、テレビ朝日）秘書相川 役